# Pyriporoides precocialis
Pyriporoides precocialis is een mosdiertjessoort uit de familie van de Calloporidae. De wetenschappelijke naam van de soort is, als Callopora precocialis, voor het eerst geldig gepubliceerd in 1984 door Gordon.